# Régression logistique multinomiale aléatoire
En statistique et en apprentissage automatique, Logit multinomial aléatoire (« random multinomial logit (RMNL) ») est une technique de classification automatique multi-classe utilisant des analyses logistiques multinomiales répétées effectuées à l'aide des forêts d'arbres décisionnels de Leo Breiman.